# Carl Sternheim
Carl Sternheim (1. dubna 1878 Lipsko – 3. listopadu 1942 Brusel) byl německý dramatik, básník a spisovatel, jeden z předních představitelů německého literárního expresionismu. Pocházel z bohaté rodiny židovského původu, jeho bratrem byl filmový producent Julius Sternheim. Svými díly satirizoval především vilémovské měšťáky.

## Publikační činnost
K jeho hrám patří např. Die Hose (1911), Die Kassette (1912), Měšťan Schippel (Bürger Schippel, 1913), Der Snob (1914) nebo Fosílie (Das Fossil, 1925).

### České překlady
- Kalhoty: měšťanská veselohra o 4 dějstvích (orig. 'Die Hose: Ein bürgerliches Lustspiel'). Praha: Evžen K. Rosendorf, 1924. 93 S. Překlad: Jan Klepetář.
- Měšťan Schippel: komedie o pěti dějstvích. V Praze: B. Kočí, 1919. 79 S. Překlad: Arnošt Procházka.